# Bluestone 42
Bluestone 42 – brytyjski serial komediowy, emitowany przez telewizję BBC Three od 2013 do 2015 roku.
W lipcu 2015 r. BBC zapowiedziało zakończenie produkcji serialu po trzecim sezonie.

## Fabuła
Serial przedstawia losy żołnierzy z drużyny saperów, a szczególnie kolejne pomysły Nicka próbującego uwieść Mary.

## Obsada[2]
- Oliver Chris jako kpt. Nick Medhurst
- Kelly Adams jako Mary Greenstock
- Gary Carr jako kapral Millsy
- Scott Hoatson jako Rocket
- Katie Lyons jako kapral Lynda Bird
- Jamie Quinn jako Mac
- Tony Gardner jako ppłk Smith
- Michael McShane jako płk Randall Carter
- Stephen Wight jako kapral Simon Lansley
- Keeno Lee Hector jako Faruq
- Birgitte Hjort Sørensen jako Astrid Nygaard
- Murray Todd jako kapitan Softly
- Rory Acton-Burnell jako sierżant Hogg

## Lista odcinków[2]
| Sezon | Sezon           | Odcinki | Oryginalna emisja | Oryginalna emisja | Oryginalna emisja | Oryginalna emisja |
| Sezon | Sezon           | Odcinki | Premiera sezonu   | Finał sezonu      | Premiera sezonu   | Finał sezonu      |
| ----- | --------------- | ------- | ----------------- | ----------------- | ----------------- | ----------------- |
|       | 1               | 8       | 5 marca 2013      | 23 kwietnia 2013  |                   |                   |
|       | odc. świąteczny | 1       | 26 grudnia 2013   | 26 grudnia 2013   |                   |                   |
|       | 2               | 6       | 27 lutego 2014    | 27 marca 2014     |                   |                   |
|       | 3               | 6       | 9 marca 2015      | 13 kwietnia 2015  |                   |                   |